# Dilophosaurus
Dilophosaurus var ett släkte av tidiga köttätande theropoda dinosaurier som levde under juraperioden. Släktet innehåller endast en art, D. wetherilli, men har tidigare innehållit andra som senare klassificerats in i andra släkten (exempelvis Sinosaurus). Fossila kvarlevor av Dilophosaurus har endast påträffats i Nordamerika i Kayentaformationen (Arizona).
Dilophosaurus var en av de största rovdinosaurierna för sin tid med en längd på runt 7 meter och är känd för sina två kammar, ett drag som även påträffats i andra tidiga rovdinosaurier såsom den närbesläktade Dracovenator.
Fotspår efter ichnosläktena Eubrontes och Kayentapus (vilka bland annat har påträffats i Vallåkra i Sverige) tillskrivs ofta Dilophosaurus eller liknande djur, men på grund av bristande bevis och att konkreta kvarlevor av släktet endast är kända från Arizona är det inte särskilt troligt att de representerar lämningar av Dilophosaurus.

## Beskrivning

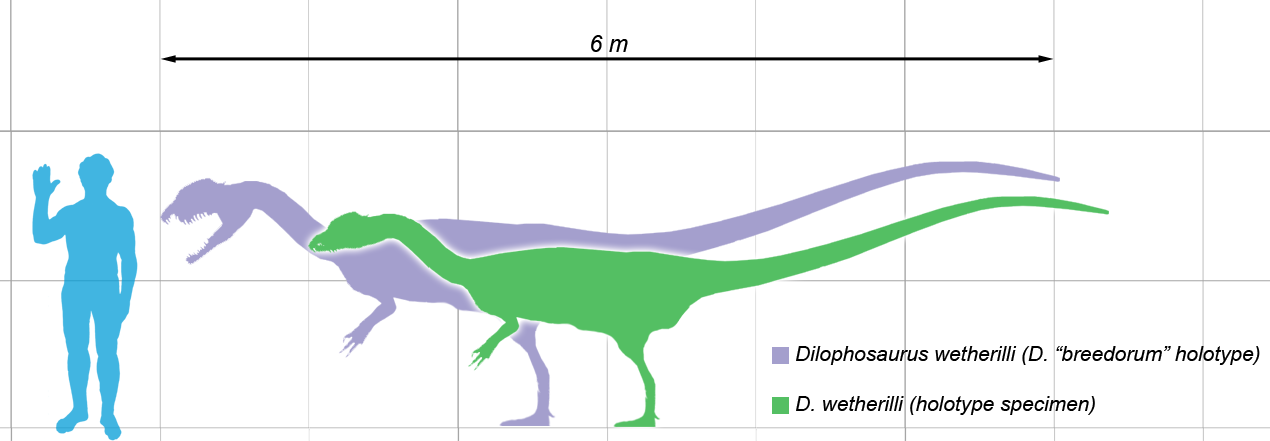
Storleken hos två exemplar jämfört med en människa.

Dilophosaurus var en storvuxen dilophosaurid som blev drygt 7 meter lång och uppskattas att som mest ha vägt runt 400 kilogram.
Som theropod gick den på bakbenen, och hade en mycket lång svans. Halsen var också relativt lång. Skallen var långsmal, med en käft fylld av vassa tänder. På huvudet hade den ett par kammar. Dessa kammar anses vara alldeles för sköra för att kunna ha något annat syfte än uppvisning eller igenkänning inom arten. En populär hypotes om kammarnas syfte är att de kan ha varit till för uppvisning under parningen. Dock hittade en studie genomförd år 2005 inga uppenbara belägg för könsdimorfism i släktet, vilket indikerar att både hanar och honor hade kammar.

## I populärkulturen
Dilophosaurus har regelbundet medverkat i populärkulturen sedan den dök upp i Michael Crichtons bok Urtidsparken (1990) och den senare filmatiseringen Jurassic Park (1993). I både boken och filmen är Dilophosaurus ett giftigt djur som kan spotta gift för att blända och paralysera sina offer. I filmen har arten också en segel runt nacken (likt en kragagam). Dessa drag saknar fossila belägg och Crichton erkände dem som konstnärlig frihet och fantasi. I filmatiseringen gjordes Dilophosaurus också betydligt mindre (ungefär 90 centimeter lång) för att den inte skulle förväxlas med filmens Velociraptor.